# 바티칸 박물관

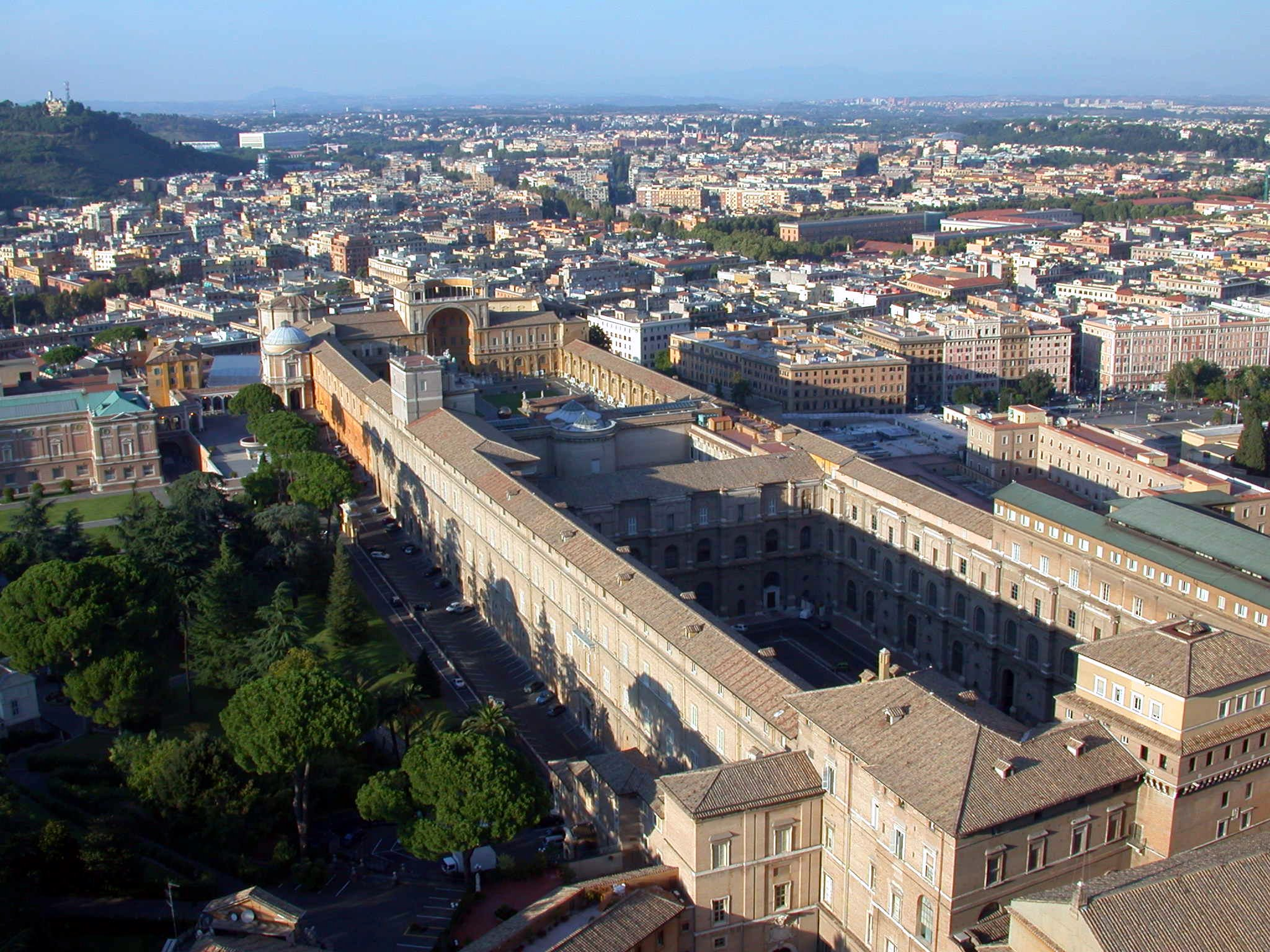
바티칸 박물관

바티칸 박물관(이탈리아어: Musei Vaticani, 라틴어: Musea Vaticana)은 로마의 비알레 바티카노 바티칸 내부에 있는 세계 최대급 규모의 미술관 가운데 한 곳이다. 로마 가톨릭교회에 의해 세워진 광대한 전시관에는 수세기에 걸친 예술품들이 진열되어 있다.
바티칸 박물관은 16세기에 교황 율리오 2세에 의해 설립되었다. 바티칸 박물관과 통하는 방문 경로에는 시스티나 성당과 라파엘로가 장식한 서명의 방이 있다.
2015년 기록을 보면, 바티칸 박물관에는 한 해에 600만명이 방문하였다.

## 기원

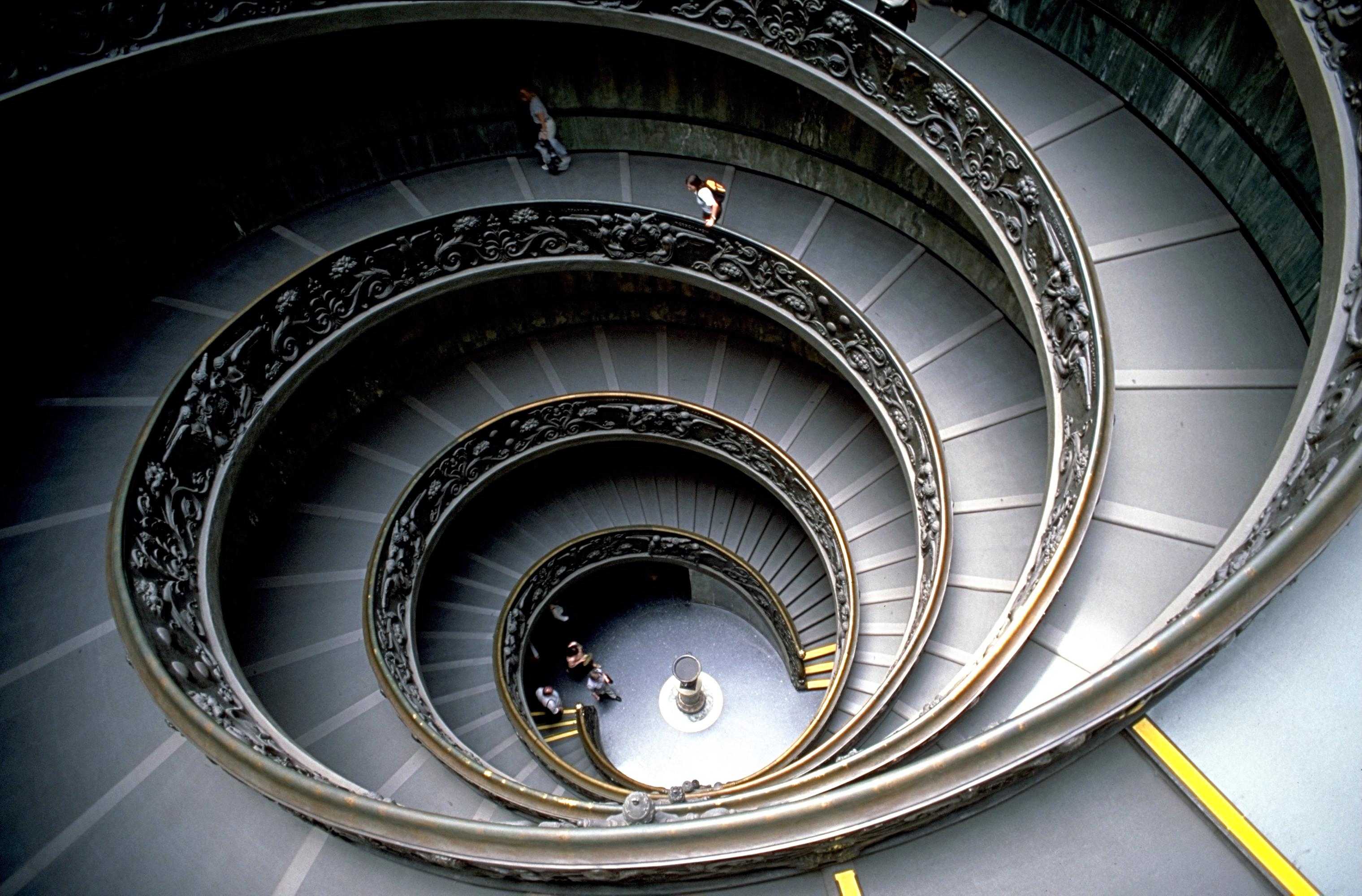
바티칸 박물관의 계단

바티칸 박물관의 기원은 대리석 조각상 하나를 발견한 500년 전까지 거슬러 올라간다. 1506년 1월 14일, 로마의 산타 마리아 마조레 대성전 인근의 포도밭에서 그리스 신화에서 고대 트로이 사람들에게 그리스군의 '선물'인 속이 빈 거대한 목마를 도시 안에 들이지 말라고 경고했던 성직자 라오콘을 묘사한 조각상이 발견되었다. 교황 율리오 2세는 발견물을 조사하고자 바티칸에서 일하던 줄리아노 다 상갈로와 미켈란젤로 부오나로티를 파견하였다. 그들의 추천으로 교황은 즉시 포도밭 주인에게서 그 조각상을 구매하였다. 바다뱀에 사로잡힌 라오콘과 두 아들을 묘사한 조각상을 발견한 지 정확히 한 달이 지나고 나서, 교황은 그 조각상을 바티칸에서 진열하여 대중이 볼 수 있게 하였다.
바티칸 박물관은 2006년 10월에 바티칸 언덕의 네크로폴리스 발굴을 대중에 영구히 개방하는 것으로 500주년 기념일을 축하하였다.

## 바티칸 회화관
역대 교황이 수집한 귀중하고 값비싼 소장품들은 처음엔 교황 비오 11세가 적당한 건물의 건설을 명령하기 전까지는 보르자 아파트 안에 보관되었다. 설계자는 루카 발트라미이다. 미술관에는 미켈란젤로와 라파엘로, 프라 안젤리코를 비롯한 미술가들의 그림 작품들이 전시되어 있다.

## 현대 종교미술 전시관
현대 종교 미술 전시관은 카를로 카라와 조르조 데 키리코와 같은 예술가들의 그림과 조각상들이 전시되어 있다.

## 조각 미술관
벨베데레의 안뜰을 둘러싸고 몇몇 조각 미술관들을 포함한 미술관들이 집합해 있다.

### 비오-클레멘스 미술관

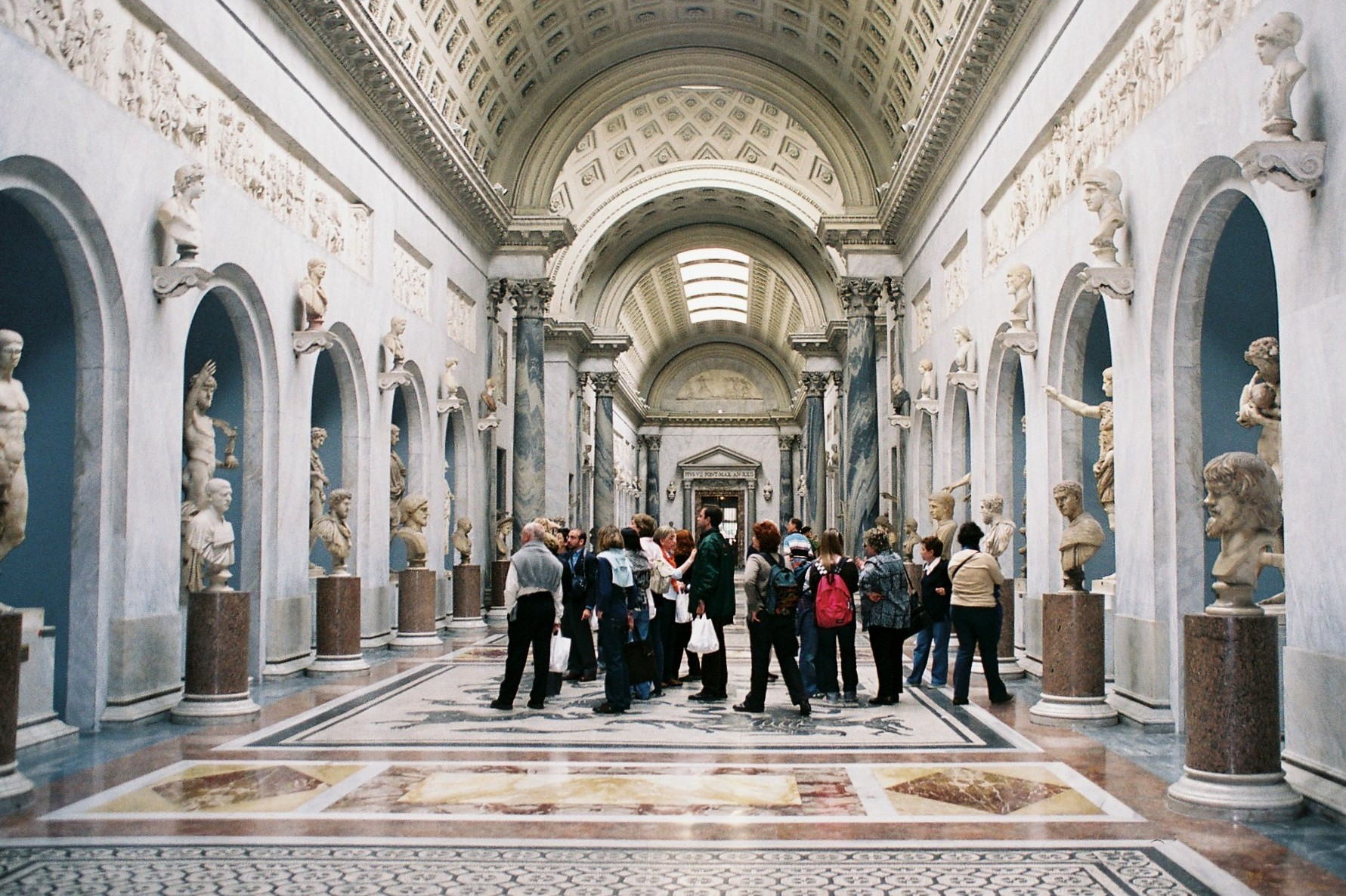
라파엘 스턴이 세운 새 윙 브라치오 누오보.

비오-클레멘스 미술관은 1771년에 교황 클레멘스 14세가 세웠으며, 원래 이곳은 고대 그리스·로마와 르네상스 시대의 작품들을 소장하는 곳이었다. 미술관과 전시실은 클레멘스 14세의 후임자인 교황 비오 6세에 의해 크게 확장되었다. 오늘날, 비오-클레멘스 미술관에는 고대 그리스와 로마 시대 조각품들이 전시되어 있다.
비오-클레멘스 미술관은 시스티나 성당과 총 54곳의 전시관으로 구성되어 있으며, 특히 시스티나 성당은 미술관의 가장 끝 자락에 있기 때문에 방문객들이 시스티나 성당에 들어가려면 먼저 전시관들을 모두 둘러보아야 도달할 수 있게 된다. 주목할 만한 전시관들은 아래와 같다.
- 그리스 십자형 전시실: 콘스탄티누스 대제와 그의 모후 성녀 헬레나 그리고 그의 딸 콘스탄차의 석관이 전시되어 있다.
- 원형 전시실: 몇몇 모자이크와 상(像)이 전시되어 있다.
- 조각상 전시실: 《잠자는 아리아드네》와 《메안드루스》와 같은 저명한 조각상들이 전시되어 있어서 이런 이름이 붙여졌다. 이곳에는 또한 《바르베리니 칸델라브룸》이 있다.
- 흉상 전시실: 흉상 몇 개가 전시되어 있다.
- 가면 진열실: 이 이름은 빌라 아드리아나에 세운 전시실 바닥에 있는 몇몇 가면을 그린 모자이크 그림에서 유래하였다. 벽을 따라 《삼미신》과 같은 유명한 조각상들이 보인다.
- 뮤즈 전시실: 아폴로 신과 아홉 명의 뮤즈 여신상들이 이곳에 있다. 조각상들에는 저명한 그리스 조각가들이 표시되어 있다.
- 동물 전시실: 몇몇 동물 조각상들이 이곳에 전시되어 있기 때문에 이런 이름이 붙여졌다.

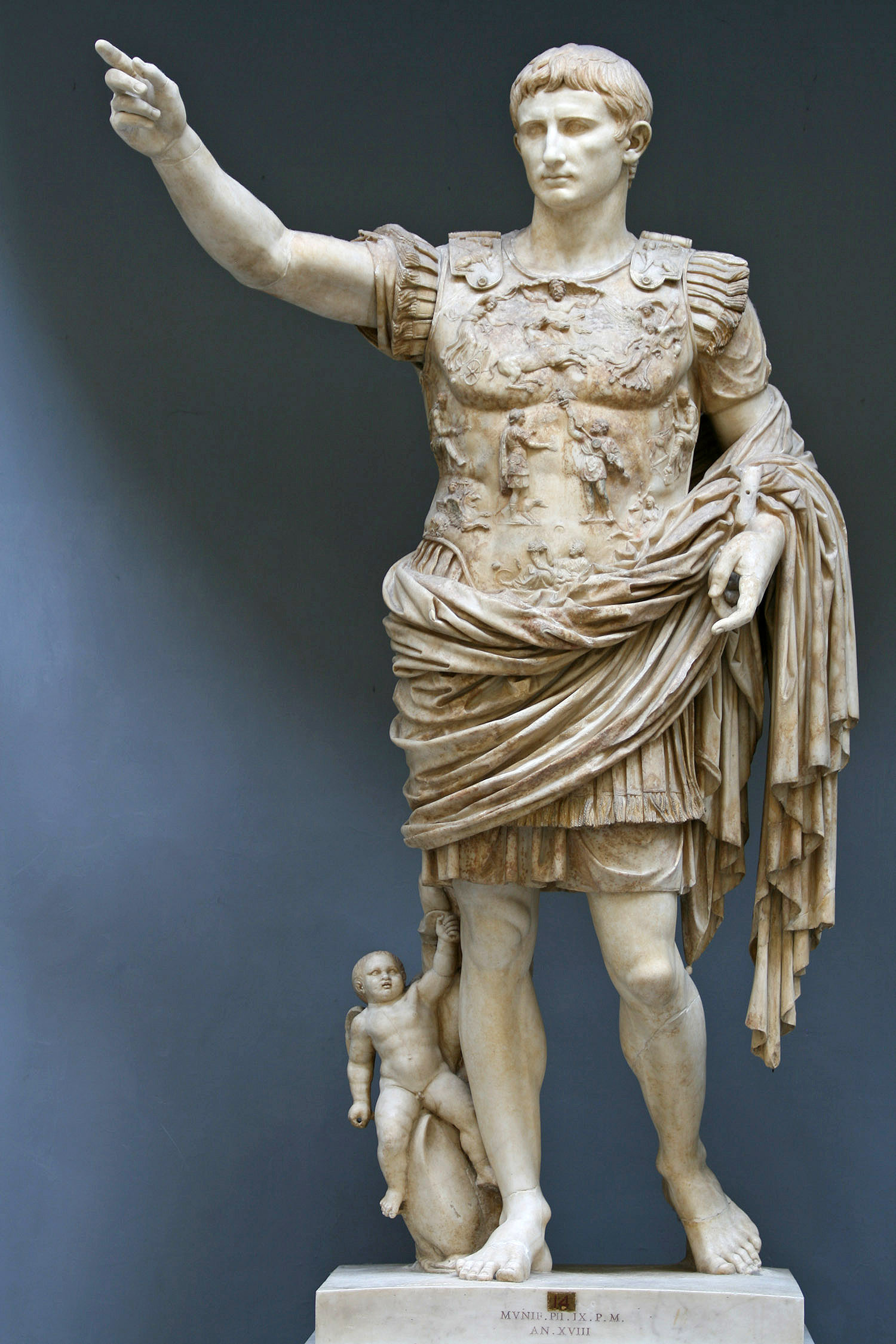
아우구스투스 조각상.

### 키아라몬티 미술관
이 미술관의 이름은 1800년대 초에 이곳을 세운 교황 비오 7세가 교황에 선출되기 전 그의 성씨인 키아라몬티에서 유래하여 붙여진 것이다. 미술관의 측면은 조각상 몇 개와 석관들 그리고 소벽들이 진열된 커다란 아치형 전시실로 구성되어 있다. 라파엘 스턴이 세운 새 윙 브라치오 누오보에는 아우구스투스 조각상, 나일 강 같은 중요한 조각상들이 진열되어 있다. 키아라몬티 미술관의 또 다른 부분인 마옥속 전시실에는 3,000개가 넘는 비석과 비문이 있는데 그 종류로서는 세계에서 가장 큰 규모의 전시관이다. 하지만, 이곳은 연구를 위한 목적으로 특별히 허가를 받지 않고서는 대개 관람이 불가하다.

### 에트루리아 미술관
1836년에 교황 그레고리오 16세가 세운 이 미술관은 고고학 발굴 작업을 통하여 획득한 중요한 에트루리아인들이 만든 작품들을 소장한 여덟 곳의 전시관 집합체이다. 이곳에는 항아리, 석관, 청동제 미술품 등을 비롯한 유물들과 굴리엘미 전시관이 있다.

## 키아라몬티 전시관 Museo Chiaramonti
브라만테가 만든 복도이며 이곳에는 의외로 기원전의 작품에서 기원후 1,2세기에 걸친 오래된 작품들이 많다. 키아라몬티(Chiaramonti)는 1800~1823년에 교황으로 재직한 인물이다. 1807년에 안토니오 카노바의 계획으로 이 복도에 1000개가 넘은 조각물을 전시했다. 이곳의 조각물은 지금도 이탈리아 고대사와 복식을 연구하는 사람들에게는 가장 중요한 장소이다.

## 피오클레멘티노 전시관
피오클레멘티노 전시관은 교황인 클레멘트 14세(1769~1774)와 피오 6세(1775~1799)가 만든 전시관이다. 그리스 시대의 작품부터 로마를 거쳐 1800년대까지의 다양한 조각물들이 전시되어
있다. 이곳에 전시된 조각물들은 헬레니즘 시대의 원작들이다.

## 지도의 복도
지도의 복도는 바티칸의 아름다음을 나타내는 사진에 단골로 등장하는 곳이다. 이 복도는 길이는 약 120m, 너비는 6m이다. 1578년에 착공에서 1580년에 완성했다. 이 복도 양벽에 이탈리아의 지도가 지역별로 그려 있다.

## 이집트 미술관
교황 그레고리오 16세가 세운 이 미술관은 고대 이집트 유물들을 다량 보유한 전시관이다. 여기에는 파피루스와 그라시 전시관, 동물 미라, 유명한 사자의 서와 같은 유물들이 포함되어 있다.

## 바티칸의 방들
- 소비에스키의 방
- 임마쿨라타 콘체지오네 방
- 라파엘로의 방들
  1. 콘스탄티누스의 방
  2. 키아라스쿠로의 방
  3. 엘리오도로의 방
  4. 서명의 방
  5. 보르고 화재의 방

## 시스티나 예배당
시스티나 예배당은 1475년에 교황 식스투스 4세(1471~1484)의 주문으로 착공하여 1483년 8월 15일에 완성되었다. '시스티나'라는 말은 이 성당을 만든 식스투스 4세의 이름에서 유래한다. 이 시스티나 예배당은 추기경 회의를 하는 곳으로 교황을 뽑기도 하며 피신처로 사용할 목적으로 만들었다. 밖에서 보면 요새 형태의 모습을 띤다.
시스티나 예배당은 바치오 퐅텔리가 설계를 했고 조반니 데 돌치가 건축했다.
- 시스티나 예배당 벽화
- 모세의 일생 벽화예수의 일생 벽화

## 미켈란젤로와 천장화<천지 창조>
조각가인 미켈란젤로에게 이 프레스코 그림은 아주 힘든 방식의 그림이었다. 하지만 어쨋든 미켈란젤로는 1508년 5월 10일, 그의 조수들과 함께 시스티나 예배당에 들어간다. 그는 그림들 역순서대로 그렸는데 혹 잘못하지 않을 까 하는 염려 때문이었다. 그는 우선 천장을 9개의 틀로 나누었고, 다시 34개의 면으로 나누었다.
제단 쪽에서부터 '창세기'의 이야기를 순서대로 그릴 작정이었는데 그의 첫 그림은 입구 쪽에 있는 '술취한 노아'였다. 전체 그림은 주제는 천장 중앙은'창세기',그 주변은 '12인의 무녀와 예언자' 삼각형 형태의 벽과 반월형 벽면은 '그리스도의 조상', 그리고 네 모퉁이는 '이스라엘의 역사'를 그려 넣었다.

## 제단화(최후의 심판[1])
미켈란젤로(1475~1564)는 천장화인 <천지창조>를 그린 뒤 20년이 지나서 교황 클레멘트 7세(1523~1534)에게 다시 한번 더 시스티나 예배당의 벽화를 마저 그려달라는 제의를 받는다. 실제 작업은 1536년에 바오르 3세(1534~1549)의 명으로 본격적으로 그리기 시작하여 1541년 10월 13일에 이 그림을 완성한다. 여기서 중요한 사실은 이 역시 미켈란젤로 혼자 그렸다는 사실이다. 이때 미켈란젤로의 나이는 61세의 고령이었다. 물론 그 후로도 그는 28년의 삶을 더 살았다.
또한 이 그림을 벽화라는 개념 때문에 기존의 천장화는 모든 장면을 구분해서 그려야 했으나 이 그림은 하나의 구도안에 유기적으로 그림을 그려 넣었다. 그로 인해 먼 하늘을 바라보듯이 그림 전체가 허공에 있는 듯한 느낌을 주고 있다.

## 바티칸 박물관의 주요 작품

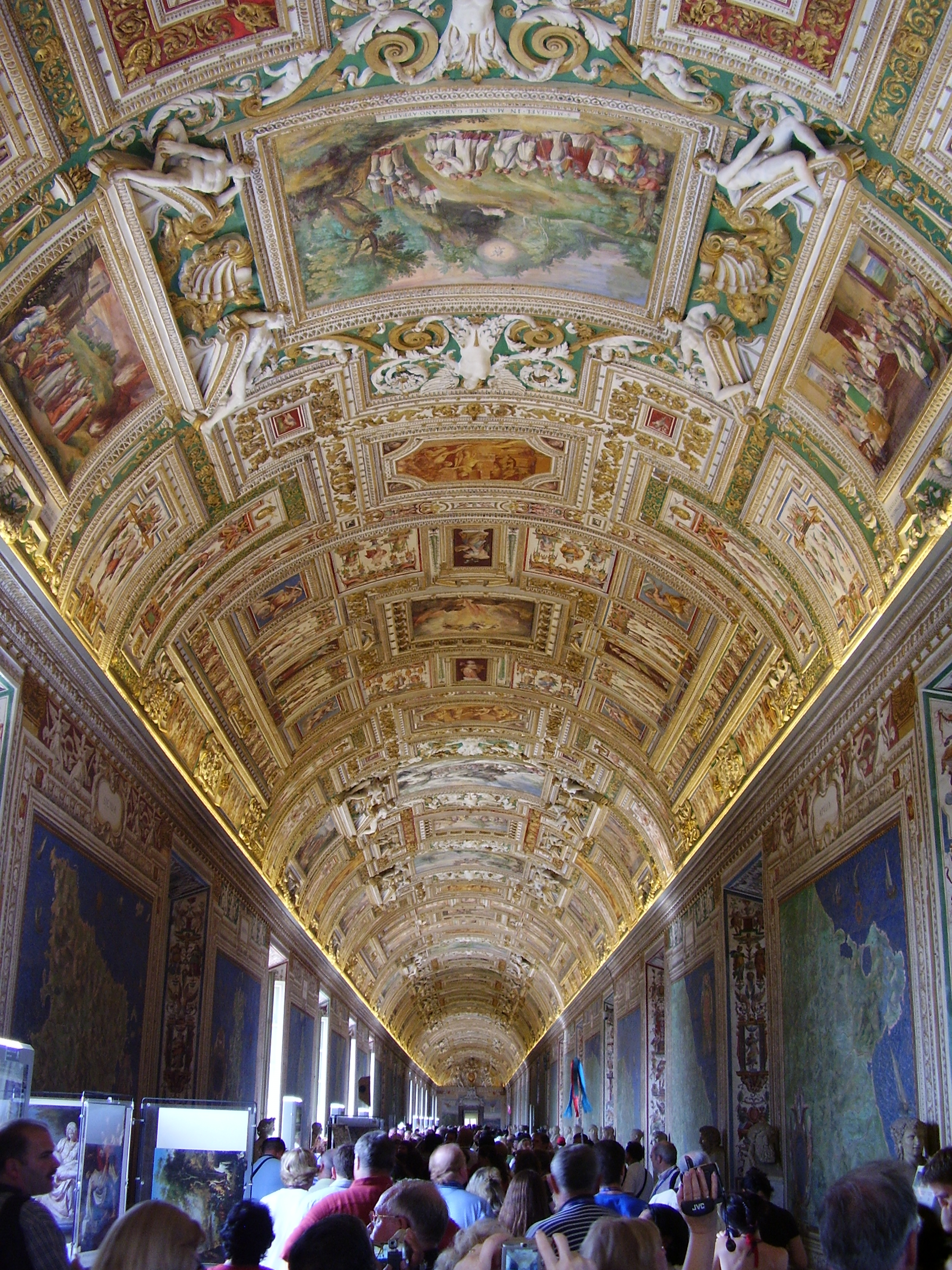
지도 전시실

- 카라바조가 그린 《거룩한 매장》(1602-1603)을 비롯한 몇몇 그림.
- 레오나르도 다 빈치가 그린 성 예로니모의 초상화.
- 프라 안젤리코, 조토 디 본도네, 라파엘로, 니콜라 푸생, 티치아노 베첼리 등 화가들의 작품들.
- 산 조반니 인 라테라노 대성전에서 가져 온 붉은 대리석으로 만든 교황좌.
- 초기 그리스도인 유니우스 바수스의 석관과 교리상의 석관, 루키우스 코르넬리우스 스키피오 바르바투스의 비문을 비롯한 로마 시대의 조각상과 묘석, 비문 등.
- 《아테네 학당》으로 대표되는 라파엘로와 그 제자들의 작품들이 있는 라파엘로의 방.
- 니콜리나 예배당
- 시스티나 성당
- 지도 전시실: 벽면에 교황 그레고리오 13세(1572-1585)의 지시로 탁발수사인 페루자의 이냐치오 단티가 그린 이탈리아 전역의 지형도가 있다. 지도 전시실의 위치는 벨베데레의 안뜰 서쪽이다. 전시실의 길이는 120m이다. 이곳에는 이냐치오 단티가 3년 만에 완성한 40개의 패널화가 자리 잡고 있다. 아치 천장의 장식들은 체사레 네비아, 지롤라모 무치아노와 같은 매너리스트 예술가들의 작품이다.

## 같이 보기
- 가장 큰 미술관 목록